# 藤田晴
藤田 晴（ふじた せい、1924年10月2日 - 2022年7月6日）は、日本の経済学者。大阪大学名誉教授。

## 略歴
京都市出身。1949年東京大学経済学部卒業、1961年「財政政策と経済安定」で、大阪大学より経済学博士の学位を取得。名古屋市立大学助教授、大阪大学経済学部助教授、教授、1988年定年退官、名誉教授となり、近畿大学教授を務めた。1972年『日本財政論』でエコノミスト賞受賞。

## 著書
- 『財政政策の理論』勁草書房 1966
- 『日本財政論』勁草書房 経済学全集　1972
- 『財政』日本経済新聞社 日経文庫 経済学入門シリーズ　1980
- 『福祉政策と財政 年金改革と税制のゆくえ』日本経済新聞社 1984
- 『税制改革 その軌跡と展望』税務経理協会 1987
- 『所得税の基礎理論』中央経済社 1992
- 『福祉政策と財源調達 年金・介護・消費税を中心に』地方自治総合研究所 自治総研ブックレット 1996

### 共編著
- 『現代財政政策の理論』木下和夫,橋本徹共著 創文社 1958
- 『財政政策』編 日本経済新聞社 リーディングス・日本経済論　1973
- 『現代財政学』全2巻 貝塚啓明共編 有斐閣双書　1980